# Huilong (socken i Kina, Henan)
Huilong (kinesiska: 回龙, 回龙乡) är en socken i Kina. Den ligger i provinsen Henan, i den centrala delen av landet, omkring 240 kilometer söder om provinshuvudstaden Zhengzhou. Antalet invånare är 8261. Befolkningen består av 3 938 kvinnor och 4 323 män. Barn under 15 år utgör 27,0 %, vuxna 15-64 år 64 %, och äldre över 65 år 7,0 %.
Genomsnittlig årsnederbörd är 1 092 millimeter. Den regnigaste månaden är augusti, med i genomsnitt 222 mm nederbörd, och den torraste är december, med 14 mm nederbörd.